# Le Thuel
Le Thuel település Franciaországban, Aisne megyében. Lakosainak száma 155 fő (2022. január 1.). Le Thuel Berlise, Dizy-le-Gros, Montloué, Noircourt, Renneville és Sévigny-Waleppe községekkel határos.

## Népesség
A település népességének változása:
| Lakosok száma | 175  | 164  | 154  | 164  | 179  | 181  | 168  | 158  | 156  | 155  |
|               | 1968 | 1982 | 1990 | 2006 | 2013 | 2015 | 2017 | 2019 | 2020 | 2022 |